# Lauratonema adriaticum
Lauratonema adriaticum is een rondwormensoort uit de familie van de Lauratonematidae. De wetenschappelijke naam van de soort is voor het eerst geldig gepubliceerd in 1953 door Gerlach.